# Nemanja Jevrić
Nemanja Jevrić (in serbo Немања Јеврић?; 30 maggio 1997) è un calciatore serbo, portiere del Brodarac.

## Biografia
Anche suo padre, Dragoslav, è stato un calciatore.

## Carriera

### Club
Il 24 gennaio 2019 viene acquistato a titolo definitivo dalla squadra serba dello Javor Ivanjica.

### Nazionale
Ha giocato nelle nazionali giovanili serbe Under-19 ed Under-21.